# جاك جاي بندلتون
جاك جاي بندلتون (بالإنجليزية: Jack J. Pendleton)‏ هو عسكري أمريكي، ولد في 31 مارس 1918 في سنتينل بوت في الولايات المتحدة، وتوفي في 12 أكتوبر 1944 في ألمانيا.